# باسیلیو سانچو
باسیلیو سانچو (انگلیسی: Basilio Sancho؛ زادهٔ ۲ ژانویهٔ ۱۹۸۴) بازیکن فوتبال اهل اسپانیا است.
از باشگاه‌هایی که در آن بازی کرده‌است می‌توان به باشگاه فوتبال اتلتیکو مادرید بی اشاره کرد.